# Jean-Marc Seguin
Jean-Marc Seguin ist ein ehemaliger französischer Autorennfahrer.

## Karriere als Rennfahrer
Jean-Marc Seguin war in den 1970er-Jahren einige Zeit im Sportwagensport aktiv. Gemeinsam mit Bob Wollek bestritt er auf einem Porsche 911 Carrera RSR das zur Sportwagen-Weltmeisterschaft 1974 zählende 1000-km-Rennen von Imola und erreichte den siebten Gesamtrang. Auch beim folgenden 24-Stunden-Rennen von Le Mans war er am Start. Ein Ventilschaden am Boxermotor des erneut eingesetzten Porsche 911 Carrera RSR verhinderte eine Zielankunft. 

## Statistik

### Le-Mans-Ergebnisse
| Jahr | Team                | Fahrzeug                | Teamkollege          | Teamkollege  | Platzierung | Ausfallgrund  |
| ---- | ------------------- | ----------------------- | -------------------- | ------------ | ----------- | ------------- |
| 1974 | Escuderia Montjuich | Porsche 911 Carrera RSR | José-Maria Fernández | Claude Haldi | Ausfall     | Ventilschaden |

### Einzelergebnisse in der Sportwagen-Weltmeisterschaft
| Saison | Team                                 | Rennwagen               | 1   | 2   | 3   | 4   | 5   | 6   | 7   | 8   | 9   | 10  |
| ------ | ------------------------------------ | ----------------------- | --- | --- | --- | --- | --- | --- | --- | --- | --- | --- |
| 1974   | Jean-Marc Seguin Escuderia Montjuich | Porsche 911 Carrera RSR | MON | SPA | NÜR | IMO | LEM | ZEL | WAT | LEC | BRH | KYA |
| 1974   | Jean-Marc Seguin Escuderia Montjuich | Porsche 911 Carrera RSR |     |     |     | 7   | DNF |     |     |     |     |     |